# Serbia na Mistrzostwach Świata w Lekkoatletyce 2019
Serbia na Mistrzostwach Świata w Lekkoatletyce 2019 – reprezentacja Serbii podczas mistrzostw świata w Doha liczyła 3 zawodników (2 mężczyzn i 1 kobietę).

## Skład reprezentacji

### Mężczyźni
| Zawodnik         | Konkurencja    | Kwalifikacje | Kwalifikacje | Finał | Finał   |
| Zawodnik         | Konkurencja    | Wynik        | Pozycja      | Wynik | Pozycja |
| ---------------- | -------------- | ------------ | ------------ | ----- | ------- |
| Asmir Kolašinac  | pchnięcie kulą | 19,86 m      | 27.          | NQ    | NQ      |
| Armin Sinančević | pchnięcie kulą | 21,51 m      | 4. Q         | NM    | NM      |

### Kobiety
| Zawodniczka       | Konkurencja  | Kwalifikacje | Kwalifikacje | Finał | Finał   |
| Zawodniczka       | Konkurencja  | Wynik        | Pozycja      | Wynik | Pozycja |
| ----------------- | ------------ | ------------ | ------------ | ----- | ------- |
| Dragana Tomašević | rzut dyskiem | 57,13 m      | 21.          | NQ    | NQ      |